# Liuzhou Forest City
Pour les articles homonymes, voir Liuzhou et Forest City.
Liuzhou Forest City  est une ville écologique chinoise, dont la construction a débuté en juin 2017.

## Conception
Liuzhou Forest City est une ville-forêt conçue par l'architecte italien Stefano Boeri. Cette ville verte est en construction à Liuzhou, une ville de plus de 3 750 000 habitants du sud-est de la Chine dans la région autonome du Guangxi.
La construction de la ville devrait être terminée pour l'année 2020 et la ville verte devrait accueillir quelque 30 000 habitants répartis sur une superficie de 138,5 hectares. La localité comprendra des immeubles d'habitation, des écoles, des hôtels, des hôpitaux, des commerces ainsi que des bureaux.
Comme dans les autres réalisations et projets de Stefano Boeri, tous les bâtiments de la ville seront recouverts de végétation, soit un million de plantes d'une centaine d'espèces différentes et quelque 40 000 arbres.
La couverture végétale absorbera annuellement 10 000 tonnes de CO² (dioxyde de carbone) et cinquante-sept tonnes de particules fines. En plus d'améliorer la biodiversité, ces végétaux permettront de diminuer la température de l'air. Cela ne doit pas faire oublier les problèmes de maintenance, le coût de l'entretien (des végétaux et des canalisations) et la très grande quantité d'eau nécessaire au maintien de cette ville-forêt.

## Sources
- La première ville-forêt du monde va être construite en Chine, Metro, 30 juin 2017
- « Liuzhou Forest City », sur le site stefanoboeriarchitetti.net de Stefano Boeri